# Holstebrovej (Herning)
Holstebrovej er en gade i Herning. Gaden er ca. 2,9 km lang og er 4-sporet. På hele forløbet er den nummereret som sekundærrute 184.
Gaden tager sin begyndelse i krydset med Dronningens Boulevard og går derefter i næsten lige linje i nordvestlig retning. Gaden slutter i bydelen Tjørring ved krydset med Vesterholmvej, hvorefter den hedder Tjørring Hovedgade. Gaden er en af de mest trafikerede i Herning.
|  | Denne artikel om en bygning eller et bygningsværk kan blive bedre, hvis der indsættes et (bedre) billede. Du kan hjælpe ved at afsøge Wikimedia Commons for et passende billede eller lægge et op på Wikimedia Commons med en af de tilladte licenser og indsætte det i artiklen. |

56°8′38.46″N 8°56′25.99″Ø / 56.1440167°N 8.9405528°Ø